# Luigi Ronga
Luigi Ronga, né le 19 juin 1901 à Turin et mort le 11 septembre 1983 à Rome, est un musicologue italien.

## Biographie
Luigi Ronga fait ses études de musicologie à l'Université de Turin et à l'Université de Dresde.
Il devient professeur au Conservatoire de Palerme en 1926. Il enseigne aussi à l'Académie nationale Sainte-Cécile de Rome en 1930, ainsi qu'à l'Institut pontifical de musique sacrée la même année.
En 1938, il est nommé maître de conférence à l'Université de Rome « La Sapienza » et y devient professeur de 1950 à 1971.
Il étudie notamment Girolamo Frescobaldi, dont il publie une monographie en 1930, ainsi que Gioachino Rossini, dont la monographie est publiée en 1939. Il écrit aussi des essais sur d'autres compositeurs italiens.

## Œuvre
- (it) Bach, Mozart, Beethoven ; Tre problemi critici, Venise, 1956
- (it) Arte e gusto nella musica, dell'ars nova a Debussy, Milan, 1956
- (en) The Meeting of Poetry and Music, New York, 1956
- (it) La musica nell' età barocca, Rome, 1959
- (it) Il linguaggio musicale romantico, Rome, 1960
- (it) La musica europa nella seconda metà dell' Ottocento, Rome, 1961
- (it) Storia della musica, Rome, 1963